# LATAM 카고 칠레
LATAM 카고 칠레(영어: LATAM Cargo Chile)는 칠레의 화물 항공사로 본사는 미국 플로리다주 마이애미에 위치해 있으며 1929년에 설립했다. 허브 공항으로 코모도로 아르투로 메리노 베니테스 국제공항, 마이애미 국제공항이 있으며 계열사는 미국의 화물 항공사인 플로리다 웨스트 국제항공을 비롯해 ABSA 카고 항공, LATAM 카고 콜롬비아, LATAM 카고 멕시코가 있다.

## 개요
항공사는 LATAM 항공 그룹의 화물 부문을 기반으로 계열사인 플로리다 웨스트 국제항공을 비롯해 ABSA 카고 항공, LATAM 카고 콜롬비아, LATAM 카고 다른 화물 항공사와 긴밀하게 협력한다.
또한 플로리다 웨스트 국제항공의 소수 점유율을 가지고 있지만, LATAM 카고 칠레는 플로리다 웨스트 국제항공과 어떤 방식으로 협조하지 않는다. 따라서 플로리다 웨스트 국제항공은 주어진 설정 없이 다른 항공사와 마찬 가지로 란 카고와 계약하는 것으로 독립적으로 운영하는 회사에 속한다.

## 보유 기종
- 2012년 3월 기준으로 LATAM 카고 칠레는 다음과 같은 기종을 보유하고 있다.[3][4]

## 같이 보기
- 칠레의 항공사 목록

## 사진

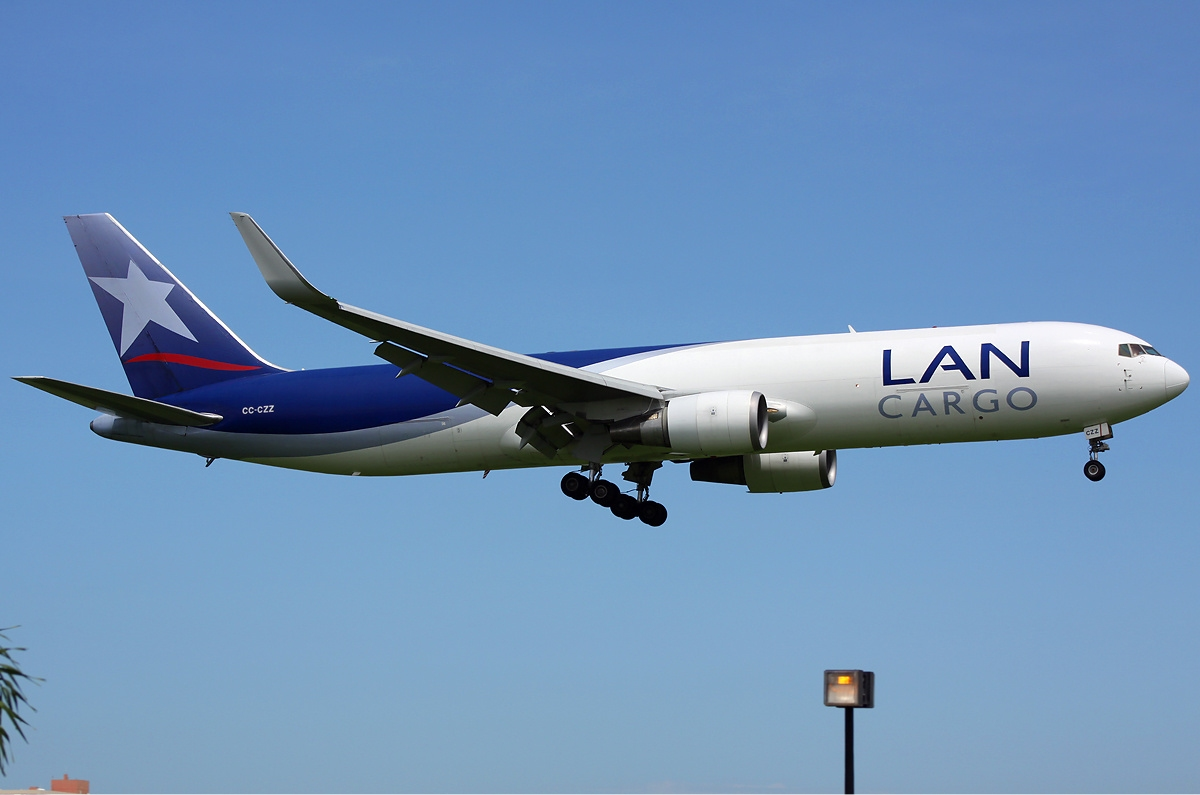
LATAM 카고 칠레의 보잉 767-300ERF
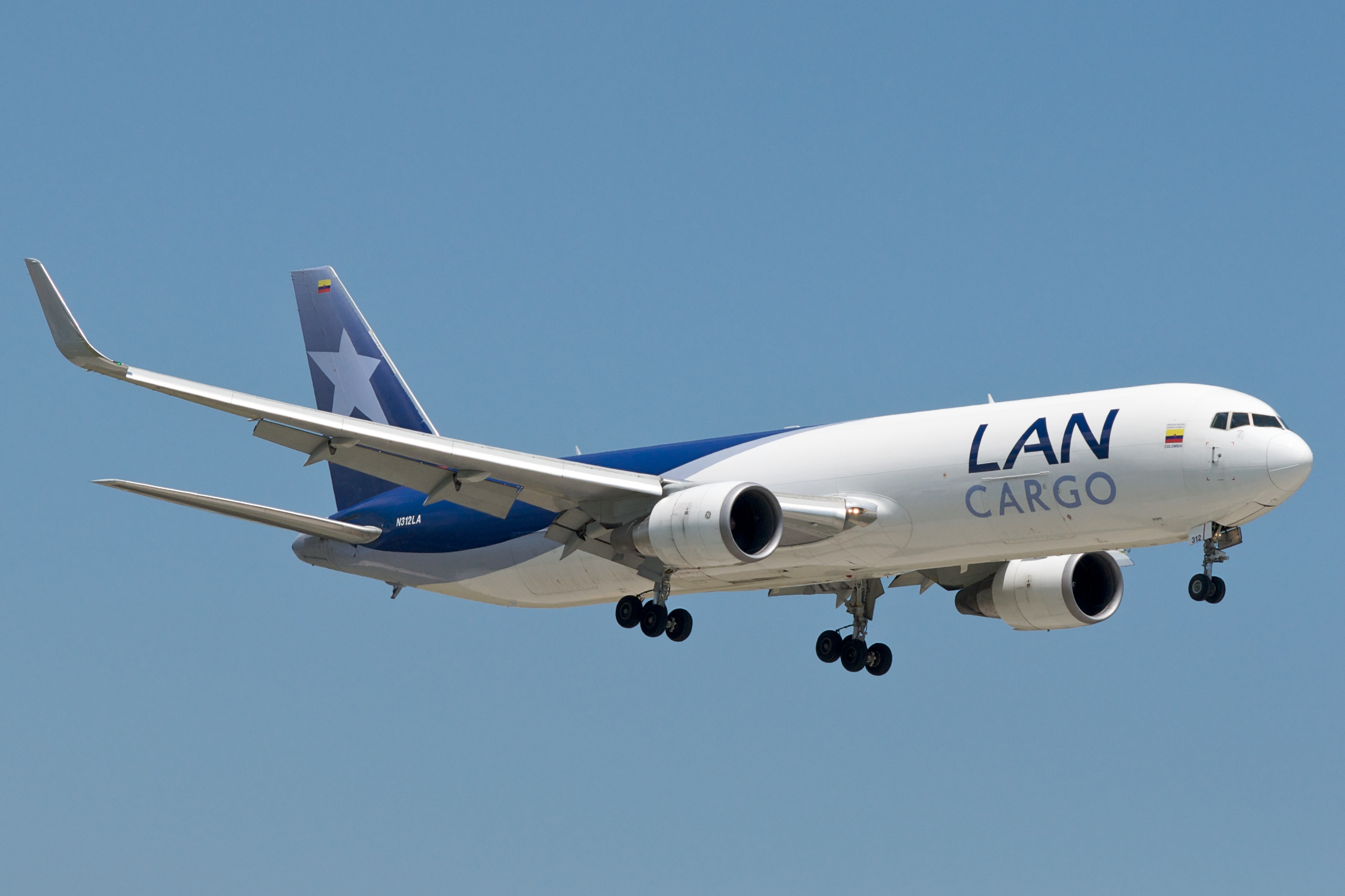
LATAM 카고 칠레의 보잉 767-300ERF
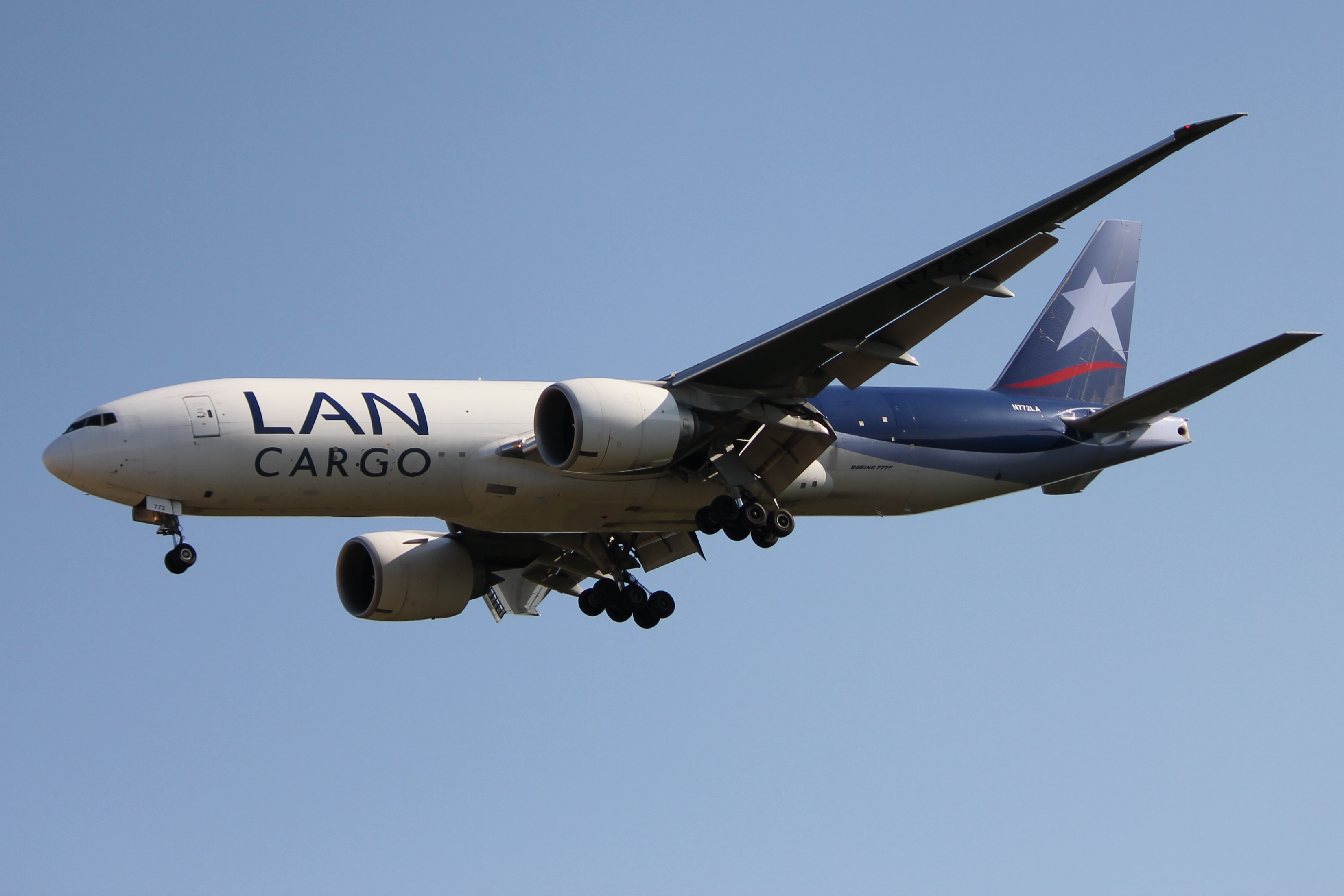
LATAM 카고 칠레의 보잉 777F